# Funeral Doom
Funeral Doom (Funeral englisch Beerdigung und Doom vom Stilbegriff Doom Metal) ist ein zu Beginn der 1990er entstandenes Subgenre des Doom Metal. Als wegweisend für diesen auf Death Doom, Psychedelic Rock, Dark Wave und Dark Ambient aufbauenden Crossover gilt eine radikale Reduzierung der Dynamik des Rhythmus, des Riffings sowie des, dem Death Metal entlehnten, Gesangs. Weitere Stereotype des Genres sind orchestrale und sakrale Klangelemente, insbesondere der Klang einer Orgel ist häufig vorhanden. Die Atmosphäre wird als schwer und düster sowie als monoton, dumpf und erdrückend wahrgenommen. Der lyrische Schwerpunkt liegt auf Texten, die sich mit individueller Bedeutungslosigkeit, Grauen, Depression und Trauer befassen.
Die musikalische Grundform des Doom-Metal-Subgenres geht auf das 1994 veröffentlichte Album Stream from the Heavens der Gruppe Thergothon zurück. Nach Thergothon wird Interpreten wie Ras Algethi, Esoteric und Skepticism Bedeutung für die Verbreitung und Entwicklung des Funeral Doom als Genre zugesprochen. Infolge der Veröffentlichung der Skepticism-Debüt Stormcrowfleet stieg die Popularität der Musik und die Wahrnehmung als zusammenhängendes Genre, während Veröffentlichungen wie Epistemological Despondency von Esoteric und Oneiricon – The White Hypnotic von Ras Algethi kreative Pole einer fortlaufenden Entwicklung begründeten. Hierbei wurde die unter dem Begriff zusammengefasste Musik vielfältiger und variierend ausdifferenziert. Vor der zunehmenden Ausdifferenzierung des Doom-Metal-Spektrums wurden Interpreten des Subgenres dem Sammelbegriff Doomcore, einer Bezeichnung für unterschiedliche Stil-Hybride, zugerechnet. Im Verlauf der 2000er Jahre erlebte der Funeral Doom einen kommerziellen und kreativen Höhepunkt. In dieser Phase wurden mehrere neue und bereits aktive Interpreten kurzfristig populärer. Nur vereinzelte Gruppen wie Evoken und Shape of Despair konnten die Aufmerksamkeit langfristig festigen.
Das Funeral-Doom-Spektrum zeichnet sich durch Gemeinsamkeiten in Spielweise, Inhalt und Ästhetik aus. Eine autarke Szeneströmung in der Metal-Szene konnte das Genre allerdings nicht ausbilden. Die Anhängerschaft ordnet sich überwiegend dem Extreme Doom unter. In diesem Kontext entwickelten sich jedoch eigene Unternehmen und Veranstaltungen, die dem Funeral Doom besondere Aufmerksamkeit widmen.

## Stilgeschichte
Das Genre entstand in der ersten Hälfte der 1990er Jahre unter dem Einfluss von Metal, Hardcore Punk, Post-Industrial und Dark Wave. Überwiegend wird auf den Death Doom als Ursprungsgenre verwiesen. Dieser Verweis, würde die Stilgeschichte jedoch „verfälschend simplifizieren“, da das Genre auch als Nutzbarmachung, Befreiungsschlag und Lösung aus dem Kontext der Metal-Szene entstand. Trotz diverser Vorläufer verfügt das Genre mit Stream from the Heavens und Stormcrowfleet über einen Kern, der als kreative und kommerzielle Keimzelle für die Geschichte des Funeral-Doom herangezogen wird.

### Vor- und Ur-Phase

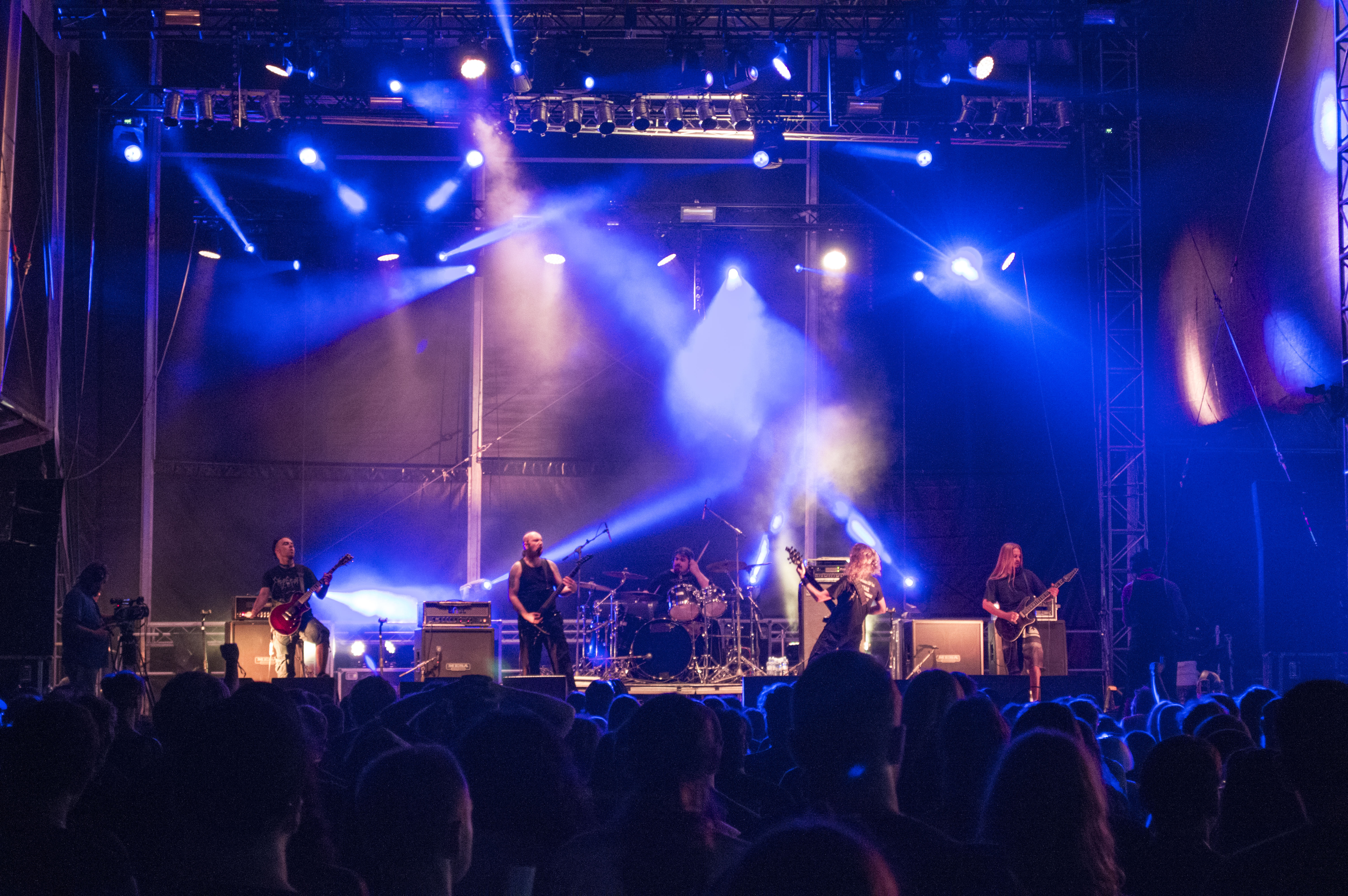
Die Band Esoteric, hier im Jahr 2015 beim Brutal Assault, zählt zu den frühen Interpreten des Genres.

In der Genre-Darstellung des Sachbuchautors und Musikjournalisten Stefano Cavanna Il suono del Dolore. Trent’anni di Funeral Doom. wird die Traditionslinie aus dem Extreme- und Death-Doom mit Interpreten wie Winter, Cathedral, Paramaecium, Unholy, Anathema, My Dying Bride, Mordor und Вой gezogen.
Der Ursprung des Funeral Doom lässt sich nicht lokal eingrenzen. Nicht nur die amerikanische Band Winter wird mit ihrem 1990 erschienenen Album Into Darkness wird als Vorläufer benannt, ebenso die australische Band Disembowelment mit der 1991 veröffentlichten EP Dusk und dem zwei Jahre später erschienenem Album Transcendence into the Peripheral. Als Veröffentlichungen im Übergang werden hinzukommen das 1990 veröffentlichte Demo Odes des schweizerischen Projekts Mordor und das 1991 erschienene Demo Fhtagn nagh Yog-Sothoth der finnischen Gruppe Thergothon geführt.
Weitere Interpreten veröffentlichten zwischen 1990 und 1992 ähnliche Musik die ebenfalls gelegentlich als Pionierleistung benannt werden, darunter die russische Gruppe Вой und das vorerst nur in Tape-Trading-Kreisen bekannte Album Krugami vyechnosti, sowie die Gruppen Funeral aus Norwegen, Faltomy und Unburied aus Finnland und Gallileous aus Polen mit jeweils eigenen Demo-Veröffentlichungen.
Der musikalische Übergang zwischen Death- und Funeral-Doom gestaltete sich bei diesen Veröffentlichungen oft fließend, während die Einflüsse und Wege in den Stil variierten. „Mordor versuchten sich an einer Art Ritualmusik zur Introspektion und nutzten […] die ihnen zur Verfügung stehenden Möglichkeiten, Thergothon wollten sich […] vom Metal unter der Zuhilfenahme von Dark Ambient trennen. Die als Vorreiter gerechneten Bands Disembowelment und Winter stammten aus dem Umfeld des Crust- und Grindcore.“ Eine eindeutige Zuordnung eines Herkunftstils ist, ebenso wie der Herkunftsort, somit nicht auszumachen. Allerdings könne, so Cavanna, die Unterscheidung zwischen solchen Vorgängerwerken und besonders exemplarischen Genre-Veröffentlichungen den Stil besser erfassbar machen.

### Entstehung und Etablierung
Der wesentliche Einfluss auf Entstehung und Verbreitung des Funeral Doom wird Thergothon und Skepticism zugeschrieben. Es seien diese Bands mit ihren ersten Alben gewesen „die die Regeln des Genres definierten“ resümierte Kostas Panagiotou die Entstehungsgeschichte des Genres. Thergothon wird dabei als diejenige Band angesehen, die den Stil mit ihrem Album Stream from the Heavens initiierte und Skepticism als die Gruppe, die den Erfolg des Genres bedingte.
Markant in der Entwicklung und Entstehung des Funeral Doom erscheint der Schritt von Fhtagn nagh Yog-Sothoth, das noch deutliche Death-Metal-Anteile besaß, zu Stream from the Heavens, „das als das erste vollständige Album in der Geschichte des Genres gilt.“ Thergothon versuchten auf diesem Album, etwas Neues zu erschaffen und einen eigenen Stil zu finden, anstelle andere Bands zu kopieren, und als eine Death-Metal-Band unter vielen aufzutreten. Als Einflüsse die zum Klang von Stream from the Heavens führten und somit den Funeral Doom nachhaltig prägten verwies der Thergothon-Sänger und -Keyboarder Niko Sirkiä auf The Doors, Black Sabbath, Pink Floyd und Gothicpunk-Bands, von denen die Musiker zu dieser Zeit fasziniert waren. Spätestens mit der Veröffentlichung des Tribut-Samplers Rising of Yog-Sothoth: Tribute to Thergothon durch Solitude Productions in der Hochphase des Genres unter der Beteiligung von populären Genre-Interpreten wie Asunder, Mournful Congregation, Evoken, Colosseum und Worship im Jahr 2009 standen andere frühe Vertreter hinter der Wahrnehmung Thergothons als Genreinitiator zurück.
Die anknüpfend große Veröffentlichung mit gewichtigen Einfluss auf die Verbreitung des Funeral Doom ist das 1995er Album Stormcrowfleet von Skepticism, das sich mit dominanten Keyboardspuren die den sakralen Klang einer Orgel adaptierten, dem zähen Rhythmus eines Trauermarschs, einem mit Filzschlägeln gespielten Schlagzeug, gewaltigen Riffwänden und einem in den Hintergrund gemischten enorm tiefen Growling, oppositionell zum seinerzeit populären Gothic Metal positionierte. Der Band gelang es mit dem in der Kritik gemischt aufgenommenen Album Musiker und Anhänger gleichermaßen zu erreichen, Nachahmer zu inspirieren und eine erste kleine Fangemeinde zu etablieren. Dieser Erfolg und die Aufmerksamkeit die das Album erzielte bedingten so auch den in der Metal-Szene üblichen Impuls der Musik einen eigenen Namen in Abgrenzung zu ähnlichen Spielweisen im Metal, Doom Metal oder Extreme Doom zu geben. Auch die Bedeutung von Skepticism wurde durch die von Foreshadow Productions im Jahr 2007 veröffentlichten Tribut-Kompilation Entering the Levitation – A Tribute to Skepticism an der sich Shape of Despair, Oktor, Rigor Sardonicous und Monolithe beteiligten, gefestigt.
Im gleichen Jahr in dem Skepticisms Stormcrowfleet erschien debütierten Esoteric mit Epistemological Despondency und Ras Algethi mit Oneiricon – The White Hypnotic. Beide setzte kreative Pole für das Genre. Die italienische Band Ras Algethi für einen schwelgerisch-atmosphärischen Funeral Doom, der mit zu den Wegbereitern des Atmospheric Doom gerechnet wird. Die britischen Esoteric für einen psychedelischen und progressiven Funeral Doom. Nach diesen Alben erschien mit Tears Laid in Earth von The 3rd and the Mortal ein weiteres Album, das den Atmospheric Doom als ätherischer Hybrid mit der Neoklassik verwob.
Mit Embrace the Emptiness debütierten 1998 die Band Evoken, die seither zu den namhaften Vertretern des Genres gerechnet wird. Projekte wie Hierophant, Worship, Nortt und Shape of Despair folgten. Worship veröffentlichte 1999 Last Tape Before Doomsday, Nortt im gleichen Jahr Graven und Hierophant die selbstbetitelte Debüt-EP, die den Anfang der Popularität von John del Russi einleitete. Die meisten der Veröffentlichungen, die um die Jahrtausendwende erschienen, wurden mehrfach Wiederveröffentlichungen zuteil, gingen in den Genrekanon ein und werden als Klassiker des Genres rezipiert.

### Erfolg und Verbreitung
Das Genre blieb, trotz vereinzelter Erfolge, ein Underground-Phänomen und nur wenige Interpreten wie Ahab oder Bell Witch gelang es eine breite Resonanz zu erzielen. Seither verbreitete sich der Stil jedoch international mit iranischen Funeral-Bands wie 1000 Funerals, türkischen wie Depressive Mode, ägyptischen wie Grave Solace, mexikanischen wie Abyssal, brasilianischen wie HellLight, panamaischen wie Doomslut, chilenische wie A Dead Cold Lament, marokkanischen wie Lifesenseless, neuseeländischen wie Enter the Soil, indonesischen wie Candlegoat oder japanischen Bands wie Funeral Moth. Insbesondere in den Vereinigten Staaten, Mitteleuropa, Fennoskandinavien und der Gemeinschaft Unabhängiger Staaten wurde eine Vielzahl neuer Interpreten gegründet.
Spätestens mit einem kurzen Erfolg in der Mitte der 2000er Jahre wurde Funeral Doom, der als musikalisches und kulturelles Ausbrechen und Abgrenzen vom Metal begann, als Teil der Szene und Musik wahrgenommen und gespielt. „[E]in dünner Stumpf kultureller und musikalischer Eigenheiten des Genres wurde vom Metal assimiliert und die Eigenständigkeit der Idee vom Ausbruch aus der Szene verlor viel von ihrer Kraft.“ An die Stelle der emanzipatorischen „Post-Industrial-Sehnsucht nach einem Ausbruch“ aus der Metal-Szene und der Suche nach eigenen Ausdrucksmöglichkeiten trat der Wunsch, mit Funeral Doom einen extremen Metal zu spielen.

### Neue Marktbedingungen
In den frühen 2020er-Jahren veränderte sich der Markt für das Genre. Im Jahr 2021 wurde die Freigrenze für Warensendungen kommerzieller Art abgeschafft. In Deutschland entfiel damit die Einfuhrumsatzsteuer. Im Zuge des EU-Austritt des Vereinigten Königreichs, den Aus- und Nachwirkungen der COVID-19-Pandemie und der Energiekrise, der damit einhergehenden Gebühren und erhöhten Versandkosten sowie im Nachgang zum russischen Überfall auf die Ukraine 2022 und der darauf folgenden Sanktionen der Europäischen Union gegen Russland wurde der internationale Privathandel und speziell die Interaktion zwischen Nicht-EU-Labeln und EU-Kunden stark eingeschränkt. Etablierte Genre-Label wie das japanische Weird Truth Productions, das russische Solitude Productions und das britische Aesthetic Death Records wurden damit eingeschränkt. Einige der kleineren russische Funeral-Doom-Labels wie Endless Winter stellten ihre Labelaktivitäten vorübergehend ein. Mit Meuse Music Records etablierte sich reagierend ein belgisches Unternehmen, das insbesondere Interpreten, die bei Solitude Productions unter Vertrag standen, übernahm.

## Herkunft des Genrebegriffs

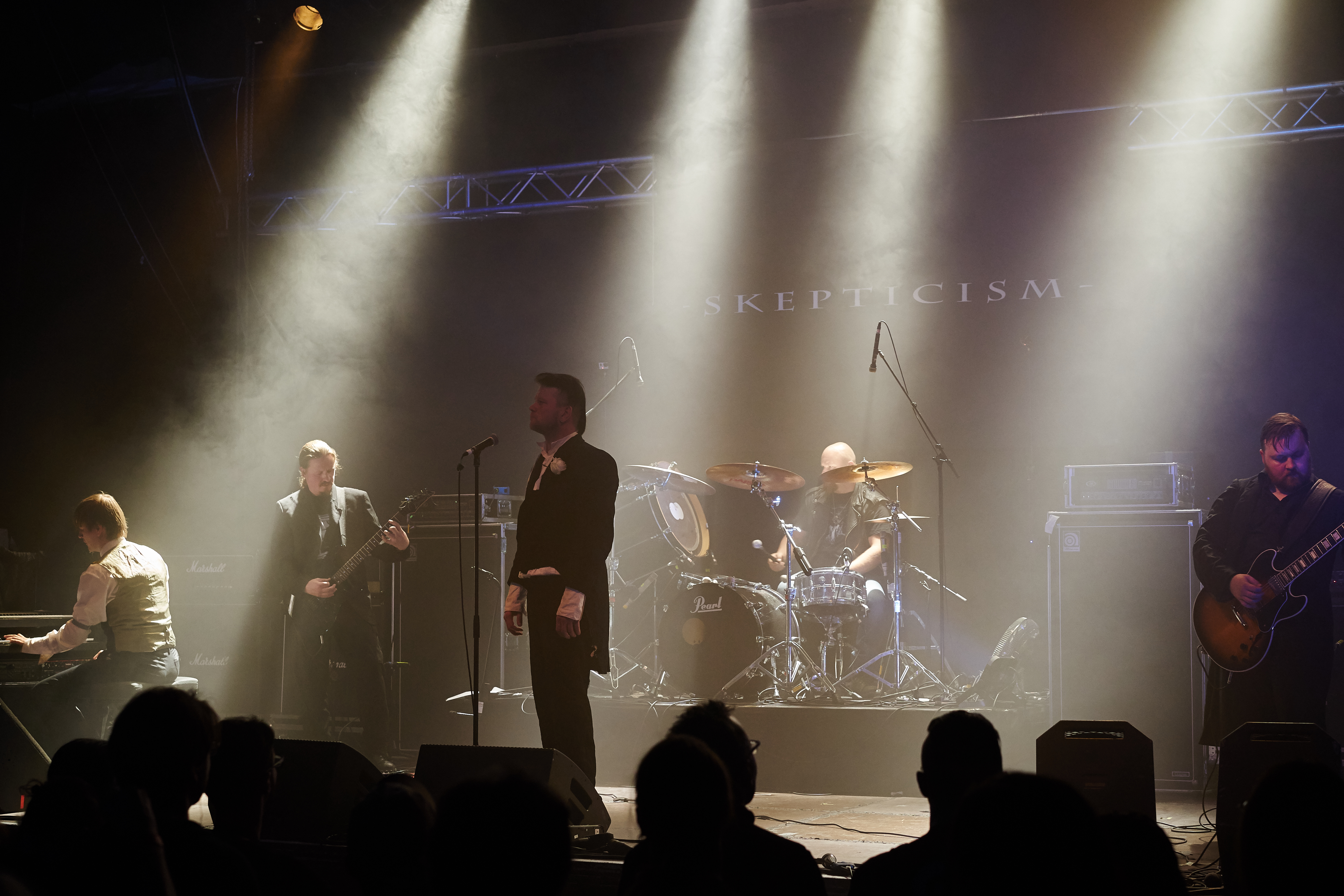
Debüt und Demo von Skepticism, hier beim Hammer of Doom 2015, gelten als wichtiger Aspekt der Namensgebung des Genres

In der Ausdifferenzierung des Doomcore in den 1990er-Jahren und der damit einhergehenden Abgrenzung zu angrenzenden Stilen wie Death Doom und zum zeitgleich populären Gothic Metal benannte der Begriff Funeral Doom eine Musik, die langsamer, extremer, minimalistischer und monotoner als der Death Doom war sowie auf „den Romantik- und Schwelgefaktor“ des Gothic Metal, „den eine Band wie My Dying Bride mit Geige und Doubleleads etabliert hatte“, verzichtete.
Die ersten Veröffentlichungen, die dem Genre zugerechnet werden oder als Pionierleistung für das Genre gewertet werden, entstanden zwar ab dem Jahr 1990. Eine gemeinsame Wahrnehmung und damit einhergehend eine einheitliche Bezeichnung für das Genre etablierte sich allerdings erst ab dem Jahr 1993. Als Ursprung des Genrebegriffs gilt ein durch das Plattenlabel Red Stream genutzter Werbesticker, der die Veröffentlichungen von Skepticism als „Funeral Doom“ bezeichnete. Diese Bezeichnung wurde in Rezensionen zu Aeothe Kaear und Stormcrowfleet aufgenommen, so nahm der Skepticism-Gitarrist Jani Kekarainen selbst den Begriff erstmals 1993 wahr.  Als weiterer Einfluss wird gelegentlich die 1991 gegründete Band Funeral und deren 1993 veröffentlichtes Demo Tristesse angeführt.

## Stil

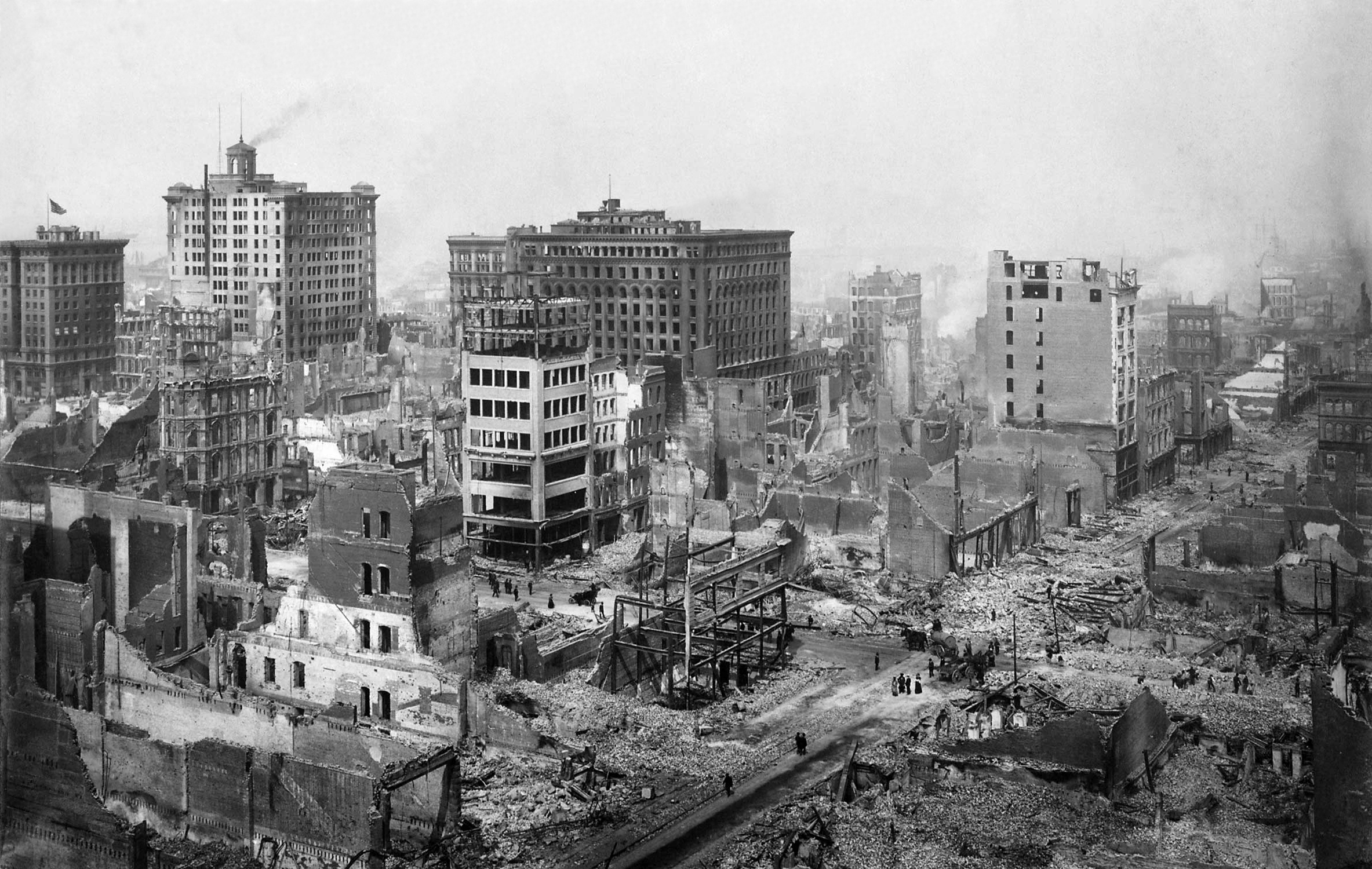
Das als Covermotiv des Albums Procession to Annihilation von The Nihilistic Front genutzte Bild der, durch das Erdbeben von San Francisco 1906, zerstörten Stadt entspricht atmosphärisch und gestalterisch den Stereotypen des Genres.

Funeral Doom wird als „eine der extremsten Musikspielarten“, die aus den Subströmungen des Metal entstanden ist und als „der direkte klangliche Mangel an Lebensfreude“ beschrieben. Die Radikalisierung der musikalischen und atmosphärischen Ausrichtung des Doom Metals, in Langsamkeit und die fortwährend bedrückende Stimmung, treibe atmosphärisch „dem Verhängnis [englisch Doom] jede Hoffnung auf ein Ende aus.“
So ist das Genre auch im Spektrum des Doom Metal als ein Subgenre zu begreifen, das sich musikalisch und inhaltlich an ein Nischenpublikum richtet, da die Hauptmerkmale des Genres darin bestehen, „die ohnehin schon beachtliche rhythmische Langsamkeit des Doom und seiner verschiedenen Verästelungen noch zu übertreffen“ und sich thematisch dem „Moment des Vergehens“ zu widmen.
Der Genrebegriff beinhaltet dabei „nicht nur eine bestimmte Art Gitarre und Schlagzeug zu spielen, das Keyboard als Orgel einzuarbeiten sowie ins Mikrophon zu grollen, sondern auch ästhetische, modische, kulturelle, inhaltliche und ideologische Faktoren“, die in der Metal-Szene für eine Differenzierungen zu angrenzenden Stilen wesentlich sein können. Die Musik allein „dröhnt und rauscht“ in einem extrem verlangsamten Crossover aus Death Metal, Dark Ambient sowie weiterer Einflüsse mit depressiver bis nihilistischer Atmosphäre. Doch um in Abgrenzung zu weiteren Stilen wie Death Doom und Sludge als „Funeral definiert zu werden“ sind der Fokus auf die extrem reduzierte Geschwindigkeit und die stereotypen musikalischen Stilelemente unzureichend. Wodurch die Unterscheidungen zwischen Veröffentlichungen, die dem Funeral Doom oder etwaig angrenzenden Stilen zugerechnet werden, sich Außenstehenden eher „an nicht-musikalischen als an musikalischen Elementen“ erschließen.

„A fare la differenza interviene quella che si può definire un’atitudine, estrinsecabile sia da scelte liriche indirizzate a un’esibizione della dolorosa consapevolezza della fine, che dal ricorso più o meno robusto ad atmosfere struggenti o malinconiche.“

„Was den Unterschied ausmacht, ist das, was man als Attitüde bezeichnen kann, die sich sowohl in der Wahl der Texte, die das schmerzhafte Bewusstsein des Endes zum Ausdruck bringen sollen, als auch im mehr oder weniger starken Rückgriff auf ergreifende oder melancholische Atmosphären äußert.“

Zentral für das Genre ist daher die Paarung aus Atmosphäre und festgelegter Stilmittel. „Es gilt die Ästhetik des Scheidens, des Verfalls und letztlich des Todes in allen Facetten in Töne zu fassen: ‚Langsamst‘, melancholisch, finster, totenblass, monoton und gleichzeitig urkräftig“. Eine, vage aus den Texten und der musikalischen Ausgestaltung zu lesende, Attitüde des Bewusstsein der eigenen Vergänglichkeit bildet den zentralen Aspekt des Subgenres.

### Inhalt
Literarische, philosophische und okkulte Verweise, die persönliche Betrachtungen und Emotionales transportieren oder Belastungen bis hin zu psychischen Störungen verarbeiten, bilden den lyrischen Schwerpunkt des Genres. Dabei werden überwiegend negative Erfahrungen und Emotionen thematisiert. „Trauer, die letzte Reise, Depressionen und Suizid“, Verlust, Isolation, Einsamkeit und Depression oder Einstellungen wie Fatalismus, Nihilismus und Atheismus sind im Genre übliche Themen. Der Cthulhu-Mythos sowie die jungsche Lehre der Archetypen sind ebenfalls Teile des kanonischen Genre-Repertoires. Die lyrische Orientierung am Cthulhu-Mythos wurde insbesondere durch Thergothons Debütalbum zur Konstanten des Themenfundus. Wesentlicher Aspekt solcher Themen im Genre ist die Auseinandersetzung mit dem Selbst und der eigenen Existenz in der postmodernen Gesellschaft. Der Cthulhu-Mythos katalysiert dabei als ein Archetyp des Grauens die Angst vor dem Unbekannten, der fehlenden Kontrolle über das eigene Leben und der eigenen Bedeutungslosigkeit in der Welt. Gemein ist den Themen des Funeral Doom die Suche nach dem Selbst.
Der kanonische Teil des Themenreperoires im Funeral Doom wird als Versuch gewertet sich soziokulturell vom Metal zu lösen, die aus dem Metal gewonnenen Ausdrucksformen jedoch hierbei zu nutzen. Klassische Themen der Metal-Szene „wie der populärkulturellen Imagination der Vormoderne in der Sword-&-Sorcery-Fantasy“ wichen im aufkommenden Funeral Doom, der adoleszenten Innenperspektive, „emotionalem Ausdruck, innerer Zerrissenheit, Teenage-Angst, Abstraktion und Einfachheit“. So erwies sich das Genre in seinen Anfängen als Variante einer „Post-Industrial-Sehnsucht nach einem Ausbruch und die Suche nach einem eigenen Ausdruck“. Mit dieser inhaltlichen Orientierung formierte sich der Themenfundus des Genres um einen antithesischen Grundimpuls gegenüber den häufig eskapistisch geprägten Themen des Metals.

„Hier wandelt sich [Metal als] urtypische Musik einer weißen Jugendkultur, die sich neben Tempo auch Virtuosität verschreibt, ins Gebrochene, und die Leere des Danach über einen zäh zermürbenden Fluss der Musik, der nicht mehr zu bieten weiß als die repetitive Erzählung der eigenen Bedeutungslosigkeit, gerade in den sich in endlosen wiederholenden, langsam aufbauenden Riffs mit reduzierten, fast zerfallenden Taktschlägen, die eine letzte Spur Struktur geben und das Hier und Jetzt der Musik förmlich dem titelgebenden Trauermarsch einpferchen.“

Damit wurde Metal im Rahmen des Funeral Doom als Musikstil zum „introspektiven Ausdruck archetypischer Angst und Trauer in Leid, Misanthropie, Depression und Suizid“. Ähnliche Entwicklungen fanden zeitnah in weiteren Spielformen des Metals, wie dem Sludge, dem Post-Metal und dem Industrial Metal durch Bands wie Neurosis, EyeHateGod und Godflesh, statt.

### Gestaltung

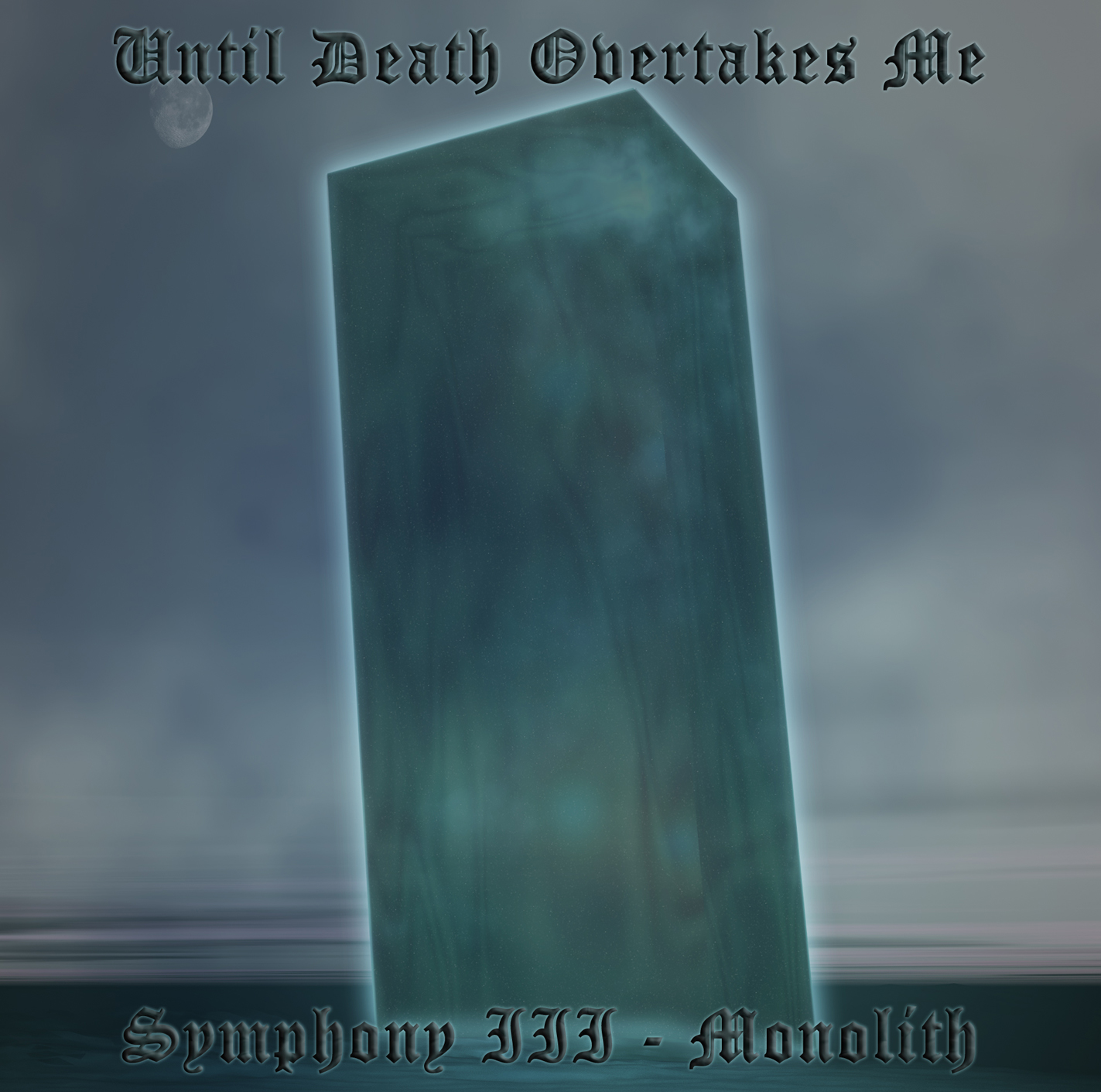
Typische Coverbilder des frühen Genres sind, wie jenes des Albums Symphony III - Monolith von Until Death Overtakes Me, durch Interpretationsoffenheit und Assoziationsspielräume geprägt

In den Anfängen des Genres wiesen die Veröffentlichungen eine ähnliche Ästhetik auf, die sich jedoch im Zuge der Verbreitung des Funeral Doom auflöste. Die ersten Veröffentlichungen einten Covermotive die grobe bis undeutliche Fotografien oder abstrakte Grafiken präsentierten. Unscharfe und grobkörnige Fotografien und starke Kontraste lassen genauere Details aus und halten Assoziationsspielräume bereit. So zeigt das Cover von Stormcrowfleet nicht identifizierbare Formen in rötlicher bis gelb-oranger Färbung auf schwarzem Grund. Stream from the Heavens zeigt ein Cover mit einem kaum identifizierbar monolithisch in den Bildraum ragenden Turm in einer Dämmerung. Solchen Bildern wird meist eine „ominöse“ Ausstrahlung zugesprochen.
Anders hingegen die Gestaltung des Esoteric-Debüts Epistemological Despondency. Dies wurde mit einer abstrakten Grafik in Schwarz-Weiß illustriert, die im Stile einer optischen Täuschung die Illusion eines räumlichen Objekts erzeugt sowie als Mandala assoziiert wird. Kostas Panagiotou von Pantheist nannte es „perfekt geeignet, um sich auf das Erlebnisse zu konzentrieren, zu meditieren oder … zu trippen.“ Spätere Interpreten führten solche Ideen fort. So nutzt die zwischen Funeral Doom, Sludge und Death Doom changierende Band Corrupted ähnliche Gestaltungsmuster. „Die starken Kontraste, die Farblosigkeit und […] nicht eindeutig zu identifizierenden Objekte […] lassen [solche Cover] unwirklich, trostlos und unheimlich erscheinen.“ Weitere Interpreten und Vorreiter wie Mordor, Winter oder Nortt nutzten grobkörnige Schwarz-Weiß-Fotografien. Mit Verbreitung des Genres wurde das Spektrum der Visualisierungen jedoch uneinheitlich.

### Musik
Der Musik werden Einflüsse aus Klage- und Trauerliedern nachgesagt. Als Entwicklung aus dem Extreme Metal, stellte der Funeral Doom der Aggressivität und Dynamik den in den späten 1980er und frühen 1990er Jahren vorherrschenden Spielweisen Black und Death Metal Reduzierung, Repetition, Minimalismus und Monotonie gegen. Die stereotype Basis des Genres basiert auf besonders tief gestimmten Gitarren und Bässen, mit sich langsamen wiederholenden Arrangements und tiefem Growling. Der Grundton dieser Arrangements ist mit e-Moll häufig besonders Tief. Dabei nutzt der Funeral Doom eine radikale Langsamkeit die allerdings im Gegensatz zum Drone Doom noch erkennbare Liedstrukturen wie nachvollziehbare Taktschläge und Melodie aufweist.
Die Basiselemente des Genres stehen analog zu weiteren Spielweisen des Doomcore und Extreme Metal, jedoch werden im Funeral Doom schnelle Passagen meist ausgespart und die Verzerrungen und Tiefen ausgereizt. Anstelle der Dynamik stehen monotone, lange und hypnotische Kompositionen, die mit einem „Hauch von totaler Hoffnungslosigkeit versehen“ werden. Als weiteres typisches Element gilt neben dem reduzierten und sehr langsamen und tief gestimmten Rhythmus, Gesang und Gitarrenspiel die Idee, „das Keyboard als Orgel“ beziehungsweise Variationen orchestraler Elemente einzuarbeiten. So arrangieren Interpreten des Genres an Ambient und Dark Ambient angelehnte Klanglandschaften über Keyboard, Synthesizer oder Sampler. Der Einsatz von Orgelklängen oder einem Keyboard gilt als ein charakteristisches Stilelement, das jedoch nicht bei allen Interpreten anzutreffen ist. „Friedhofsglocken, Keyboards und Orgeleffekte gehören genauso zum Grundsound wie ein tiefer, brummender, bisweilen auch keifender Gesang, der im Klangpanorama stets etwas in den Hintergrund gerückt ist.“ Bereits in der Entstehung des Genres variierten vereinzelte Interpreten die Art des Gesangs, vom stereotypen Growling, über Shouting und Screaming zum gelegentlichen Einsatz eines opernhaften Klargesang.

### Musikalische Varianten, Hybride und Folgen
Variationen, die auf die Grundform zurückverweisen und dem Funeral Doom zugerechnet werden, entstanden mit der zunehmenden Popularität des Genres. Unter der musikalischen Reduzierung auf Langsamkeit und Verzerrung existiert seither eine klangliche Vielfalt, die von kompromissloser Rohheit bis hin zu atmosphärischen oder majestätischen Ansätzen reicht.
In der Ausgestaltung des Genres kombinierten und veränderten Vertreter immer wieder die Grundform des Funeral Doom. So nutzen manche Interpreten einen dem norwegischen Black Metal entsprechenden Schreigesang, anderen opernhaften oder ätherischen Klargesang. Auch die Kombination von zwei oder mehreren Gesangstilen kommt gelegentlich vor. Einige Interpreten betonten Elemente die der Musik bereits zugrunde lagen, wie solche des Dark Ambient, des Psychedelic Rock oder der Neoklassik, während andere Ideen aus Stilen wie Gothic- oder Black-Metal aufgriffen. Entsprechend können Übergänge zu angrenzenden Stilen wie Sludge, Death Doom, Drone Doom, Atmospheric Doom, Gothic Metal, Depressive Black Metal oder Black Doom mitunter fließend verlaufen.
Einige Varianten des Funeral Doom werden gelegentlich mit Substilbegriffen versehen. Nur wenige dieser Mikrogenre-Bezeichnungen konnten sich umfassend etablieren. Bezeichnungen wie Funeral Sludge Doom, Black Funeral Doom oder Funeral Death Doom verweisen auf die zunehmende Hybridisierung der Genre im Spektrum des Extreme Doom. Als Begriffe die über solche direkte Crossover-Bezeichnungen hinausgehen werden hingegen die Termini Ambient Funeral, Apocalyptic Funeral Doom, Atmospheric Doom, Bedroom Funeral Doom und Torture Doom häufiger zur Konkretisierung bemüht. Zu solchen bekannten und häufig bemühten Begriffen kommen Selbstbezeichnungen, einiger Interpreten, die sich sodann auf ausschließlich diese beziehen, hinzu. So unter anderem die Bezeichnung „Mental Funeral“ für Wreck of the Hesperus, „Extreme Fucking Doom“ für The Nihilistic Front oder „Pure Depressive Black Funeral Doom Metal“ für Nortt. Weitere gehäufte Stilausgestaltungen, führen keinen etablierten Stilbegriff.

#### Mit Wechselgesang

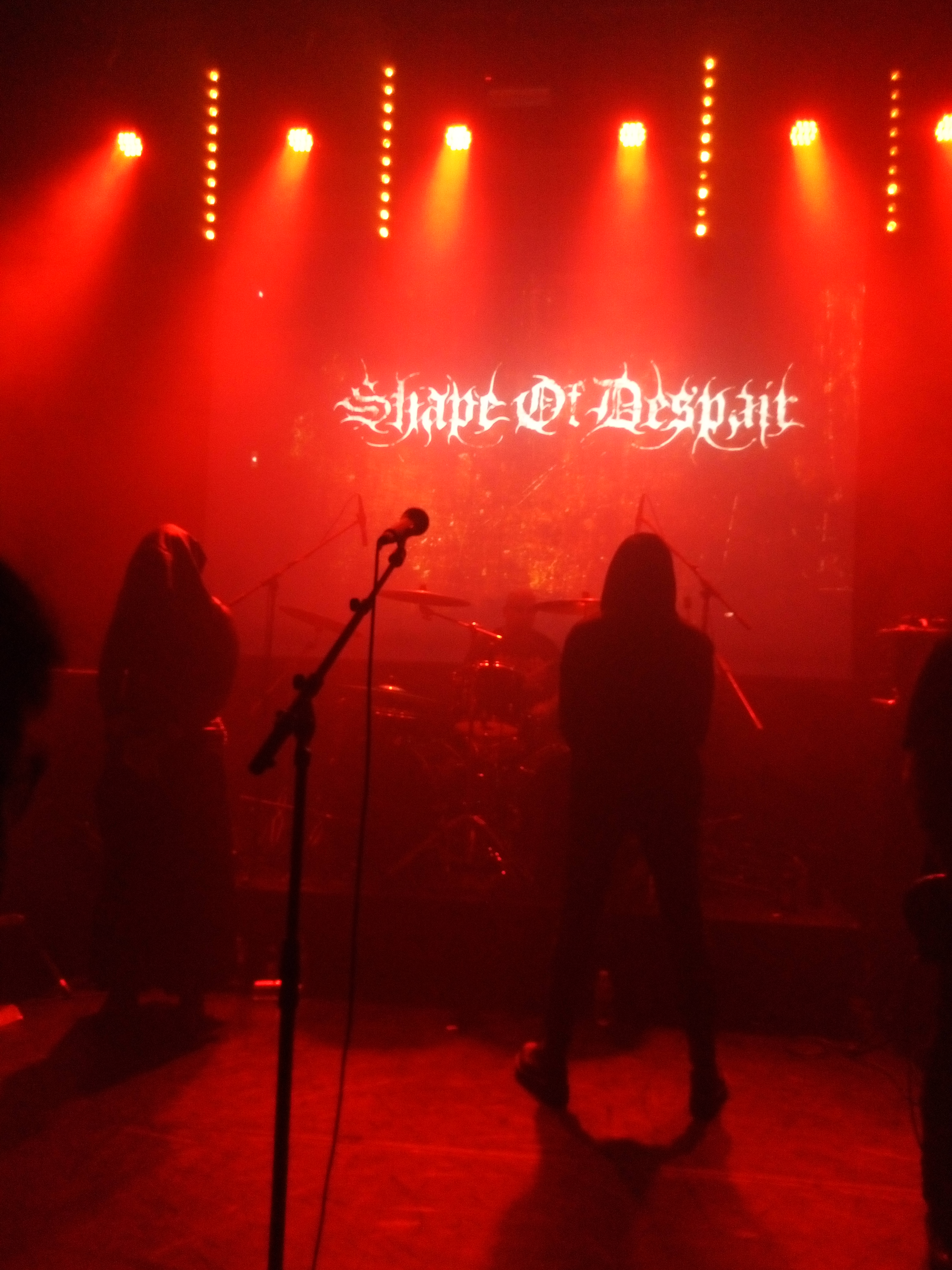
Die Band Shape of Despair ist einer der Genre-Interpreten mit einem konstanten Beauty-and-the-Beast-Wechselgesang.

Der insbesondere aus dem Gothic Metal populäre Beauty-and-the-Beast-Wechselgesang aus tiefem Growling und Sopran- oder hellem Heavenly-Voices-Gesang ist auch bei manchen Interpreten, die dem Funeral Doom zugerechnet werden, gängig. Bereits das 1995, im gleichen Jahr wie das Debüt von Theatre of Tragedy, veröffentlichte erste Album der Gruppe Funeral Tragedies nutzte diese Paarung.
Shape of Despair, sowie weitere nachkommende Interpreten, die diese Variante weiter verfolgten, nutzen oft melodiöses Leadgitarrenspiel, symphonische Keyboard-Passagen, eine Geige oder eine Flöte als ergänzendes Lead-Instrument, womit die Musik eine träumerische, ätherische bis schwelgerische Atmosphäre transportiert. Diese Variante führt keinen eigenständigen Subgenrebegriff und eine rigorose Abgrenzung zu Gothic Metal und Atmospheric Doom ist durch die Ausgestaltung des Genres kaum gegeben. Entsprechend werden Interpreten wie The Slow Death, Aeonian Sorrow, Remembrance, Collapse of Light, Grey November oder  Consummatum Est gleichermaßen als sanfter Funeral Doom, als besonders langsamer und deprimierter Gothic Metal beziehungsweise Melodic Death Doom oder als direkte Verbindung der Stile, betrachtet werden.

#### Atmospheric Doom
Als Folge, Hybrid oder Subgenre des Funeral Doom wird häufig der Atmospheric Doom betrachtet. Dieses, bis in das Tempo des Funeral Doom verlangsamte Mikrogenre, nutzt das Gitarrenspiel des Funeral Doom, des Melodic Death Doom und des Gothic Metal und verknüpft es mit den klassisch anmutenden orchestralen Klanglandschaften der Neoklassik. Ein klarer oft ätherisch oder sakral wirkender Gesang und ausladende mittelalterlich oder folkloristisch anmutende Klangflächen geben der Musik eine entrückte bis feierliche Grundstimmung. Solchen Elementen gegenüberstehend wird das dem Melodic Death Doom, Gothic Metal und Funeral Doom entlehnte Gitarrenspiel mit der Funeral-Doom-typischen Langsamkeit genutzt. Als Wegweisend für diese Spielform erwiesen sich The 3rd and the Mortal, Elbereth und Estatic Fear.
Ras Algethi wandten auf dem 1995 veröffentlichten einzigen Album der Band Oneiricon – The White Hypnotic die gleichen kompositorischen Muster an. Dabei wird das Album als frühe Veröffentlichung des Funeral Doom gewertet. Später debütierende Funeral-Doom-Interpreten wie Pantheist und Fallen folgten mit den gleichen Ideen und prägten so die Wahrnehmung des Atmospheric Doom als Subgenre, Folge oder Hybrid des Funeral Doom. Zu namhaften Vertretern des Genres zählen exemplarisch Omit, Thaddaeus, Lethian Dreams Towards Atlantis Lights  und Luna.

#### (Depressive) Black Funeral Doom

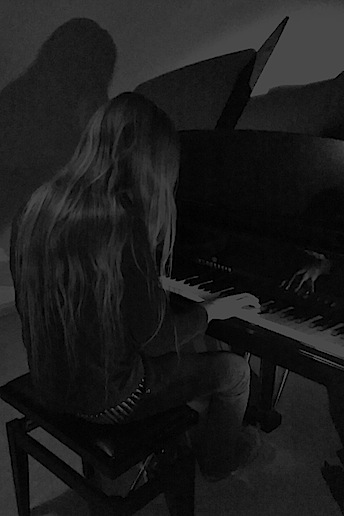
Nortt, hier 2017, wird zum „Despair’s Triumvirate“ gerechnet, jenen drei Interpreten die die musikalische Kombination aus Black Metal und Funeral Doom begründeten

Zum Ende der 1990er-Jahre nutzten Interpreten dem norwegischen Black Metal entsprechend Schreigesang und repetitives an- und abschwellendes Riffing. Exemplarisch sei es das „Ziel von Adversvm […], prototypischen Black Metal in ihrem Funeral Doom aufzunehmen“ und dabei „Tremolo-Sound und unverzerrte Akkorde zu integrieren um eine expansive Funeral-Doom-Klanglandschaft zu verwirklichen, die häufig durch Einpflegen einiger Keyboard- und Streicher-Klänge gefüllt“ würde. Besonders bekannt wurden Abyssmal Sorrow, Funeral Mourning und Nortt, die als „Despair’s Triumvirate“ als die initiierenden und essentiellen Interpreten des Crossovers aus Depressive Black Metal und Funeral Doom besprochen wurde.
Die Bezeichnung dieses Mikrogenres variiert von Funeral Black Doom und Black Funeral Doom zu Depressive Black Funeral, Suicidal Black Funeral Doom und ähnlichen Begriffskombinationen. Die Musik orientiert sich dabei mitunter am Stil der als Zweite Welle des Black Metals populären Bands. Dabei stehen nicht alle Interpreten in der satanischen Tradition dieses Genres. Bands wie The Austrasian Goat, Azathoth, Gravkväde, Dauðaró, Imperceptum, Dictator und Ethereal Shroud führen das Genre seit den späten 1990er Jahren fort.

#### Torture Doom
Torture Doom bezeichnet ein Mikrogenre, das sich musikalisch wie thematisch mit den titelgebenden Themen Folter und Schmerz befasst. Noise-Elemente, Dissonanzen und geschriener Gesang sind Teil des üblichen Repertoires. Gelegentlich werden Samples von Folteraufnahmen genutzt. Der Musik wird eine kranke und verstörende Atmosphäre zugeschrieben.
Als Vorläufer des Mikrogenres gilt Esoteric deren 1994 und 1997 erschienene ersten Alben Epistemological Despondency und The Pernicious Enigma bereits ähnliche Stilmittel nutzten und von Aesthetic Death Records auf T-Shirts, Flyern und in Werbeanzeigen als „Hateful, Drug-Influenced Tortured Doom“ beziehungsweise als „Hateful, barbaric, torture doom“ beworben wurde. Insbesondere durch die Musik der 2001 debütierten Band Wormphlegm etabliert, werden Gruppen wie Funeralium, Monumenta Sepulcrorum, Torture Wheel, Sektarism, The Sad Sun, und Stabat Mater dem Genre zugerechnet.

#### Ambient Funeral Doom

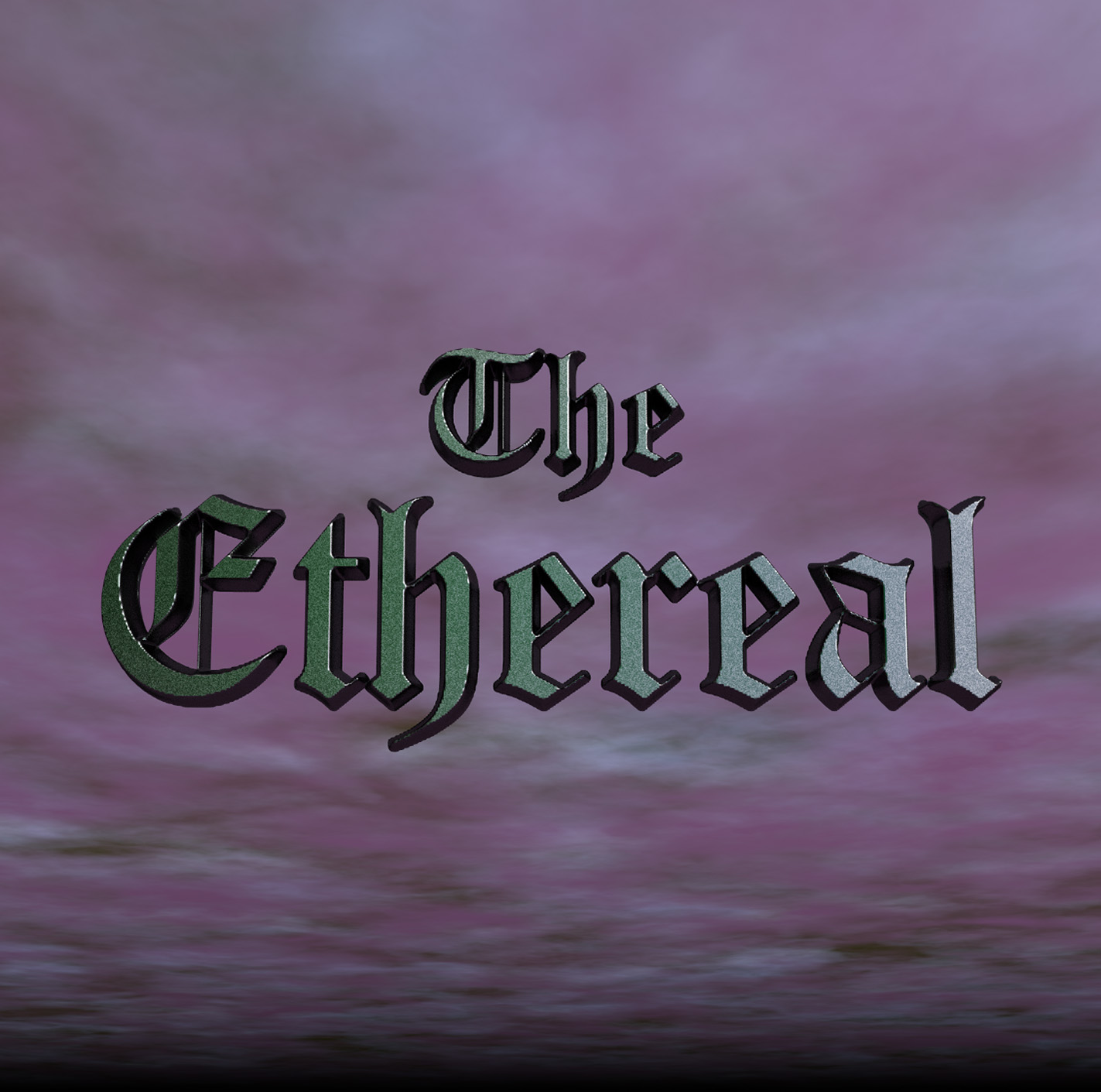
Das der Musik entsprechend minimalistisch gehaltene Cover des Debütalbums From Funeral Skies von The Ethereal, eines diverser Projekte von Stijn van Cauter, die je nach Perspektive als Bedroom- oder Ambient-Funeral-Doom, bezeichnet werden.

Ambient Funeral Doom entstand in den frühen 2000er Jahren als erweiternde Betonung eines sphärischen Keyboard- und Synthesizer-Anteils des Funeral Doom durch Bands wie Until Death Overtakes Me, Funerary Dirge und Nortt. Mit Ambient und Dark Ambient assoziierten Klangflächen dominieren die auf repetitive Riffs und den kaum vorhandenen, meist besonders tief guttural gegrowlten und in den Hintergrund gemischten Gesang weniger Textzeilen. Die Musik verharrt abwechslungsarm und ist auf eine trostlose, leere und düstere Atmosphäre ausgerichtet. Mistress of the Dead, Opaque Lucidity, Rostau, Flegethon, Locus Requiescat, I Chaos und No More Sorrow in Me zählen zu einer Vielzahl Interpreten die dem Subgenre zugerechnet werden.

#### Bedroom Funeral Doom
Der Ausdruck Bedroom Funeral Doom betitelt despektierlich eine in der zweiten Hälfte der 2000er-Dekade aufgekommene Fülle an Ein-Personen-Musikprojekten die sich insbesondere, aber nicht ausschließlich, dem Ambient Funeral Doom widmen. Die als Schwemme wahrgenommenen Vertreter dieser Spielform gingen meist einem stereotypen Genre-Minimalismus nach. So wird Bedroom Funeral Doom zumeist rar an Dynamik gespielt. Die Betonung des Gitarrenspiels liegt auf einem repetitiven Riffing. Melodische Lead-Gitarrenspuren finden kaum bis nicht statt. Synthesizer und Keyboard werden hingegen ausgeprägt genutzt und häufig als klangliches Fundament einer liturgischen Stimmung gebraucht. Da die Musik dieser „Schlafzimmer-Projekte“ meist mit einfachem Aufnahmeequipment und ohne professionelle Unterstützung produziert wird, ist die Nutzung eines Drumcomputers üblich. E. M. Hearst von Torture Wheel verteidigte den, als Ideenarm kritisierten, Ansatz dieser Spielform.

„With the advancement of recording technology accelerating, ‘bedroom music’ can be just as good (or just as bad) as anything recorded in a ‘real’ studio these days. Technology has equalized everything; it is only pure songwriting that matters nowadays, because anyone can ‘sound’ professional.“

„Mit dem sich beschleunigenden Fortschritten der Aufnahmetechnologie kann ‚Schlafzimmermusik‘ genauso gut (oder genauso schlecht) sein wie alles, was heutzutage in einem ‚echten‘ Studio aufgenommen wird. Die Technologie hat alles egalisiert; Heutzutage zählt nur noch das reine Songwriting, denn professionell ‚klingen‘ kann jeder.“

Als Namhafte Interpreten des Bedroom Funeral Doom gelten solche wie Abysmal Growls of Despair, Fungoid Stream, Torture Wheel, Uncertainty Principle und Until Death Overtakes Me. Einige bekannte Musiker des Genres, darunter Hangsvart, Stijn van Cauter und John del Russi unterhalten gleich mehrere solcher Soloprojekte.

#### Mit folkloristischen oder prähistorischem Bezug

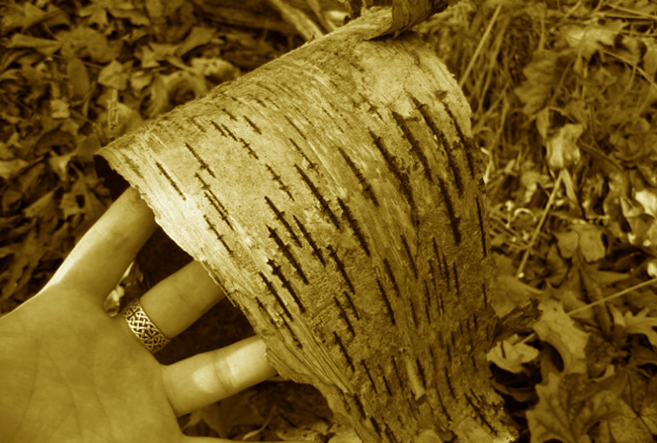
Offizielles Celestiial-Promotion-Foto aus dem Jahr 2007. Tanner Anderson zufolge steht das Bild seiner Rinde haltenden Hand symbolisch für den Naturbezug des Projektes.

Seit der zweiten Hälfte der 2000er-Jahre nutzen einige Interpreten prähistorische oder folkloristische Instrumente die den Klang bestimmen. Dryom nutzt eine Maultrommel, Gospel of Death ein Appalachian dulcimer und weitere Bands nutzen prähistorische Perkussion- und Blasinstrumente. Interpreten dieser Variante spielen ihre Musik häufig mit rituellen Ideen die dem Okkultismus, Neopaganismus oder Schamanismus entlehnt sind.
Bekannt als neopaganistische Vertreter sind die 2006 und 2007 debütierten Projekte Celestiial und Blood of the Black Owl, als am Schamanismus und Okkultismus interessiert hingegen solche wie Abysskvlt und Goatpsalm. Zu den ersten Interpreten die einen solchen Stil verfolgten zählen das 2006 debütierte Projekt Grívf und das 2007 debütierte Projekt Sol. Diese Variante des Funeral Doom zählt zu den Stilen die keinen etablierten Subgenrebegriff führen.

#### Apocalyptic Funeral Doom
Titel wie Apocalyptic- oder Post-Apocalyptic-Funeral-Doom kennzeichnen seit den 2010er-Jahren eine junge Variante des Funeral Doom die mit einer musikalischen Verbindung zum Black Metal, Dynamik und dem gelegentlichen Einsatz eines opernartigen Kontrastgesangs, dynamischer und klarer abgemischt gestaltet ist. Insbesondere nutzen Interpreten dieser Spielform orchestrale Synthesizerarrangement um eine „apokalyptische Atmosphäre“ zu erzeugen und kombinieren das typische Growling des Funeral Doom mit dem opernhaften, klaren Gesang, „um ein Gefühl der Verzweiflung und Hoffnungslosigkeit“ hervorzurufen.
Als prägende Vorläufer für das Spiel mit solchen Stilelementen im Funeral Doom erwiesen sich insbesondere die belgischen Bands um Kostas Panagiotou Pantheist und Wijlen Wij sowie die dänische Band Woebegone Obscured. Gruppen wie Solemn They Await, Omination und Mesmur werden mitunter diesem Mikrogenre zugerechnet.

#### Unter dem Einfluss des Dark Jazz
Mit Föhn, Abyssal und Starboard nutzten einige Interpreten ab den frühen 2020er-Jahren Ideen des Dark Jazz um den Funeral Doom zu erweitern. Grundzüge einer Annäherung waren bereits zuvor zu vernehmen. Die Idee im Funeral Doom mehr Dynamik einzubringen und dem schweren und langsamen Anteil einen Kontrast mit Elementen des Dark Jazz gegenüberzustellen deuteten sich bereits an. Exemplarisch spielten einige Interpreten mit Ideen des Americana-Folk. Die Gruppe Poet spielte auf dem Album Emily 2020 mit Elementen eines Kammerorchesters. Gruppen wie Corvus Corone und Idre spielten schon zuvor mit Ideen der Americana-Folk-Musik die sich im Kontext des Funeral Doom dem Dark Jazz annähert.
Starboard debütierten 2021 mit dem Album Abaia, dass die Band umfassend mit Einflüssen des Dark Jazz ausgestaltete. Abyssal präsentierte ein Jahr später mit A Deep Sea Funeral ein Album mit einem ähnlichen Konzept. Mit Condescending folgte 2024 das Album der Band Föhn, das einen ähnlichen Ansatz verfolgte, wozu die Band direkt auf Bohren & der Club of Gore als Einfluss verwies. Solche Interpreten behielten das Grundgerüst des Funeral Doom bei, setzten jedoch Instrumente wie Saxophon, Klarinette, Mellotron, Vibraphon, Violoncello oder ein mit Besen gespieltes Schlagzeug als dynamischen Kontrast zum schweren Metal ein.

### Abgrenzung

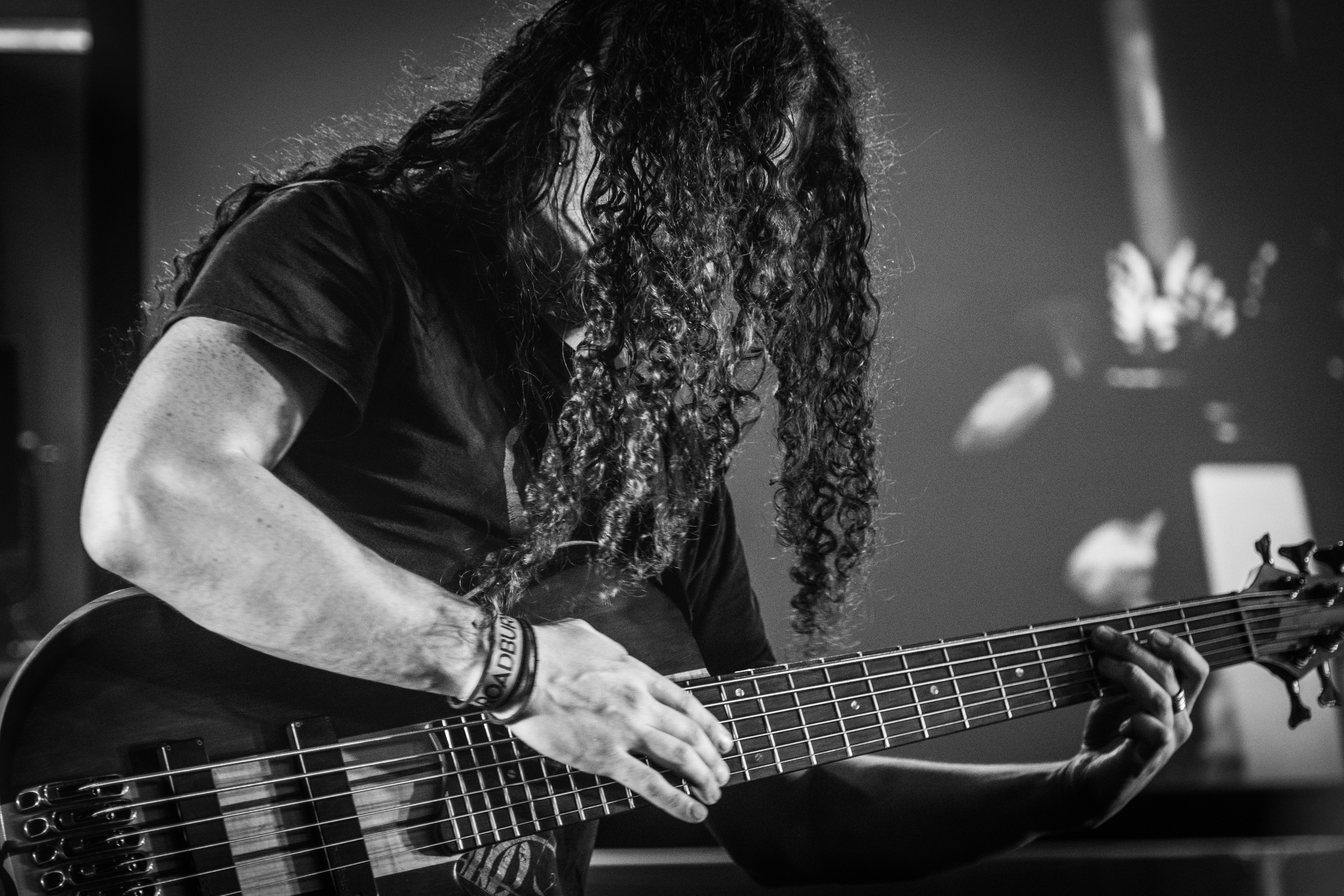
Die Zuordnung von Bands wie Bell Witch, hier live beim Roadburn Festival im Jahr 2018, ist gelegentlich umstritten.

Aus der fortlaufenden Zunahme kultureller und musikalischer Überschneidungen wurde eine finale Abgrenzung einzelner Veröffentlichungen oder Interpreten zu angrenzenden Stilen und Crossover-Varianten mit „Death Doom, Sludge, Drone, Depressive Black Metal“ und mehr, zunehmend erschwert. Puristische Einordnung lehnen eine Zuordnung jedweder Varianten zum Funeral Doom allerdings ab und begrenzen das Genre auf die von Stream from the Heavens und Stormcrowfleet ausgehende Grundform. Aus einer so puristischen Perspektive ist Thergothons Album das kreative „Zentrum des Stils“ und das Debüt von Skepticism der Angelpunkt des Erfolgs. „Alles Nachkommende ist alsdann in den Betrachtungen des Fankreises Entwicklung, Einflussnahme und Variation – Verwässerung für manchen.“ Auch Kostas Panagiotou von Pantheist und Wijlen Wij zog 2011 eine derart strenge Einordnung vor, nach der nur wenige echter Funeral-Doom-Bands existieren. Für seine eigene Gruppe Pantheist rechnete er nur das Demo 1000 Years dem Genre zu.

„Formationen wie Mournful Congregation oder Ahab rechne ich zum Death Doom. Der Begriff ‘Funeral Doom’ wird heutzutage für fast alles benutzt, das langsamer als die Norm ist. In der Doom Szene ist es nicht mehr cool genug Death Doom zu spielen.“

## Kultur
Der Funeral Doom verfügt über keine eigenständige Szene mit eigenen kulturellen Ausprägungen. Auch eine autarke Szeneströmung in der Metal-Szene konnte das Genre nicht ausbilden. Das Publikum der Musik setzt sich überwiegend aus Anhängern des Extreme Doom und Extreme Metal zusammen. In diesem Kontext entwickelten sich Netzwerke und Formen des Austauschs die dem Funeral Doom besondere Aufmerksamkeit widmen oder diesem direkt gelten.

### Musiker-Netzwerke
Das Genre weist eine Häufung von Soloprojekten und personellen Überschneidungen in den Bands auf. Viele Musiker agieren in mehreren Projekten oder kooperieren in unterschiedlichen Konstellationen miteinander. Musiker wie Stijn van Cauter, „Déhà“ und „Hangsvart“ unterhalten mehrere Soloprojekte, solche wie Riccardo Veronese, John McGovern oder Daniel Neagoe sind indes in einer Fülle Bands aktiv. Austausch und Kooperationen fanden zur Hochphase des Genres insbesondere über das Forum des Webzines Doom-Metal.com statt.

### Vergemeinschaftung
Auch die Genre-Anhängerschaft nutzte in den 2000er-Jahren die Möglichkeit und das Webzine Doom-Metal.com fungierte als kultureller Katalysator der Anhängerschaft. Eine eigenständige Szene konnte der Funeral Doom dennoch nicht ausbilden. In Relation zu anderen Spielweisen des Metal blieb die Anhängerschaft des Funeral Doom eine kleine Gruppe die über keine ausschließlich dem Genre gewidmeten und konstant bestehenden physischen Treffpunkte zur Vergemeinschaftung verfügt. Das Publikum weist häufige Schnittmengen mit den Anhängern des Extreme- und Doom-Metal auf. So besteht auch eine ästhetische Kontinuität zwischen der Anhängerschaft des Funeral Doom und jenen der Doom-Metal- und Extreme-Metal-Szene. Aus dem großen am Proto-, Traditional- und Epic-Doom orientiere Teil der Doom-Metal-Szene wird der Funeral Doom, aufgrund der musikalischen Eigenheiten sowie häufiger kultureller Überschneidungen mit Death- und Black-Metal, eher abgelehnt.
In Belgien und den Niederlanden wurden zu Beginn der 2000er Jahre diverse Festivals und Konzerte initiiert auf welchen sich junge Funeral-Doom-Bands einem interessierten Publikum präsentieren konnten. Veranstaltungen wie das niederländische Doom-Metal-Festival Dutch Doom Days präsentierten seither wiederholt Interpreten des Genres und zählen zu den bedeutenden Veranstaltungen für die Gemeinschaft.

### Rezeption und Information
Funeral Doom blieb in den übergeordneten Szenen des Metal und des Doom Metal ein Nischenphänomen das in Zeitschriften nur selten mit eigenen Artikeln versehen wurde. Die deutsche Metal-Zeitschrift Metal Hammer widmete dem Genre 2008 einen zweiseitigen Übersichtsartikel. Einen weiteren Online-Übersichtsartikel schrieb Isabell Gaede für Focus Online 2019. Ähnliche Einführungs- und Übersichtsartikel wurden bereits zuvor von Webzines und Print-Magazinen, wie dem Decibel, veröffentlicht. Das Webzines Doom-Metal.com galt in den 2000er-Jahren als zentrales Organ zum Funeral Doom. Später installierten die Webzines Metal Injection mit dem Funeral Doom Friday und Stormbringer.at mit der Funeral Doom Reise wiederkehrende Reihen, die sich intensiv mit dem Genre befassten. Das Webzine Loudwire ließ den Ahab-Gitarristen Christian Hector 2023 eine Einführung in den Funeral Doom binnen fünf Alben verfassen.
In die Rezeption durch Medien des Metal-Mainstreams, des popkulturellen Mainstreams oder gar den Feuilleton gelangen nur wenige Interpreten wie Skepticism, Bell Witch, Shape of Despair oder Evoken. Bücher die zum allgemeinen Doom Metal entstanden befassten sich meist mit ausgewählten zentralen Veröffentlichungen. Die ersten beiden Ausgaben der Reihe Doom Metal Lexicanum des russischen Musikjournalisten Aleksey Evdokimov befassten sich mit wenigen Genre-Vertretern. Darunter Pantheist in dem überwiegend dem Traditional Doom gewidmeten ersten sowie Shape of Despair, Thergothon und Esoteric in dem am Death Doom orientierten zweiten Band. Eine dritte Ausgabe mit einem Schwerpunkt auf Interpreten des Funeral Doom wurde mit Veröffentlichung der zweiten Ausgabe angekündigt. Eine Veröffentlichung blieb, mit begründet durch die Folgen des russisch-ukrainischen Krieges, über Jahre aus. Die Genre-Chronik Doomed to Fail. The Incredibly Loud History of Doom, Sludge, and Post-metal. beleuchtete nur wenige obligatorische Namen der Genre-Entstehung. Als erstes Buch, das sich exklusiv mit Funeral Doom befasste, entstand die 2023 veröffentlichte italienische Band-Enzyklopädie Il suono del Dolore. Trent’anni di Funeral Doom. des Musikjournalisten Stefano Cavanna.
Spezialisierte Fanzines die dem Genre besondere Aufmerksamkeit schenkten kamen gelegentlich auf. Das portugiesische Fanzine Laudatio Funebris legte so neben seinem NSBM-Schwerpunkt einen weiteren auf den Funeral Doom. Ein Artikel im deutschen Fanzine Åbstand beleuchtete 2022 die Entstehung des Genres und auf Doom Metal spezialisierte Fanzines wie das Doom Metal Front Zine befassten sich öfter mit Interpreten des Genres. Im Januar 2024 wurde mit dem international geführten Ethere ein exklusiv dem Funeral Doom gewidmetes Fanzine veröffentlicht.

### Kommerzieller Erfolg
Als Nischenphänomen mit geringer Mainstreamkompatibilität blieb der ökonomische Erfolg des Genres fortwährend gering. Zu Zeiten des aktiven Musikfernsehens erarbeiteten einzelne Gruppen wie Colosseum Musikvideos, die gelegentlich in dem Metal gewidmeten Formaten präsentiert wurden. Colosseum war neben Shape of Despair derweil auch eine der wenigen Genre-Gruppen der ein Charterfolg gelang. Diesen Erfolg erlangte die Band posthum nach dem Tod des Sängers und Gitarristen Juhani Palomäki. Auch als kanonische Werke des Metals gelten nur wenige Veröffentlichungen des Genres. Insbesondere die das Genre begründenden Alben Stormcrowfleet und Stream from the Heavens werden als solche wahrgenommen.